# 博尔哈
博尔哈，是西班牙阿拉贡自治区萨拉戈萨省的一个市镇。 总面积107平方公里，总人口4295人（2001年），人口密度40人/平方公里。